# L'Ermite de Skellingar
L'Ermite de Skellingar est le trente-septième tome de la série de bande dessinée Thorgal, écrit par Yann et dessiné par Fred Vignaux et publié le 8 novembre 2019 chez Le Lombard.
Il s'agit du premier album dessiné par Fred Vignaux, qui succède au cocréateur de la série Grzegorz Rosiński, et du deuxième scénarisé par Yann.